# Волшебный клинок
«Волшебный клинок» (кит. трад. 天涯,明月,刀, палл. Тянь я мин юэ дао, англ. The Magic Blade) — гонконгский фильм режиссёра Чу Юаня, вышедший на экраны в 1976 году. Основан на романе Гу Луна.

## Сюжет
Фу Хунсюэ — странствующий меченосец, который врывается на праздник состоятельного фехтовальщика Янь Наньфэя. Победив Яня год назад, Фу вернулся на матч-реванш. Но их поединок прерывается двумя убийцами, пытающимися устранить Яня. Два соперника решают объединиться на время для того, чтобы узнать, кто стоит за этим нападением. Его зовут Юй, таинственная личность, которая стремится доминировать в мире фехтования. Единственное оружие, способное остановить Юя — дротик Павлина, и два героя просят аудиенции у его владельца, чтобы одолжить этот дротик. Встрече мешают люди Юя, которые пытаются украсть дротик, но Фу всё-таки получает вещицу, которая выбрасывает заряды взрывчатки, уничтожая всё вокруг. Спасаясь от ловушки, Янь едет вперёд, а Фу и Чжо Юйчжэнь, дочь владельца дротика, сталкиваются с убийцами Юя. Дальнейшие неудачи, в том числе похищение Чжо, потеря дротика и известие о смерти Яня приводят его к столкновению с Юем и его главным бойцом.

## В ролях
| Актёр       | Роль                               |
| ----------- | ---------------------------------- |
| Ти Лун      | Фу Хунсюэ                          |
| Ло Ле       | Янь Наньфэй                        |
| Цзин Ли     | Чжо Юйчжэнь                        |
| Тан Цзин    | учитель Юй                         |
| Чань Сикай  | Сяо Кэлянь                         |
| Лю Хуэйлин  | Поэзия Тан                         |
| Фань Мэйшэн | У Хуа                              |
| Тереза Ха   | Старуха-призрак                    |
| Чжань Сэнь  | Гун Суньтао                        |
| Норман Чхёй | Шахматы Гу                         |
| Ку Куньчун  | До Цинцзы                          |
| Чин Мяо     | Цю Шуйцин                          |
| Кон Ён      | Ся Цзя                             |
| Нг Хонсан   | Ся И                               |
| Шерон Ён    | Ся Бин                             |
| Чэнь Мэйхуа | Ся Дин                             |
| Коу Хун     | Ся У                               |
| Лён Сёнвань | Ся Цзи                             |
| Тянь Ни     | Лунное Сердце                      |
| Лили Ли     | Юй Цинь                            |
| Ку Фэн      | Меч Сяо                            |
| Лэй Саукхэй | держатель ключа в особняке Павлина |
| Сюнь Ойлинь | куртизанка                         |
| Вон Чхинхо  | разносчик лапши                    |
| Сиу Кам     | Небесный Кот                       |
| Ау Калай    | Нюй Ланцзя                         |
| Вон Чинчин  | Нюй Ланъи                          |

## Съёмочная группа
- Компания: Shaw Brothers
- Продюсер: Шао Жэньмэй[англ.]
- Режиссёр: Чу Юань[англ.]
- Сценарист: Ни Куан[кит.], Ситхоу Онь
- Ассистент режиссёра: Чён Чюньчхань
- Постановка боевых сцен: Тан Цзя[кит.], Вон Пхуйкэй
- Художник: Чань Кинсам
- Монтажёр: Цзян Синлун
- Грим: У Сюйцин
- Дизайнер по костюмам: Лю Цзию
- Композитор: Фрэнки Чань[кит.]
- Оператор: Вон Чит

## Признание
В 2011 году «Волшебный клинок» был удостоен места в списке «ста обязательных к просмотру гонконгских кинофильмов», посвящённом кинолентам XX века и изданном Гонконгским Департаментом Культуры и Отдыха и Гонконгским Киноархивом.